# Anaïs Ségalas
Anaïs Ségalas, nascida Anne Caroline Menard (24 de setembro de 1811, Paris - 31 de agosto de 1893, Paris) foi uma dramaturga, poetisa e romancista francesa. Ela foi membro da sociedade Voz das Mulheres] em Paris, em 1848, e de outras organizações feministas parisienses.

## Vida pessoal
Anna Caroline Menard nasceu em 24 de setembro de 1811 no então sexto bairro (dito arrondissement) de Paris. Ela foi a filha única de Charles Menard e Anne Bonne Portier, imigrante  dominicana] nascida em São Domingos, capital de seu país de origem. O pai de Anne Caroline, Charles Menard, era vegetariano, misântropo e ativista das causas animais. Quando ele morreu, Anne tinha apenas 11 anos de idade.
Menard se tornou próxima de seu vizinho Jean Victor Ségalas, um advogardo da Corte Real. Eles se casaram em 17 de janeiro de 1827. A partir de então, ela trocou seu nome para Anaïs Ségalas e fez seu marido prometê-la que ele jamais interferia em sua paixão pela escrita. Os primeiros poemas de Ségalas foram publicados em 1827, no mesmo ano de seu casamento. Dois anos depois, em 1829, o periódico La Psyché publicou seus primeiros ensaios e, em 1831, oito poemas, entitulados Les Algériennes] (As Algerianas), foram publicados na Gazette Littéraire]. Ségalas também coloborou com o jornal cristão Le Journal des Femmes.
Em 15 de dezembro de 1838, Ségalas deu à luz sua filha Bertile Claire Gabrielle, a quem dedicou o volume Enfantines] (Crianças), publicado em 1844. Em 1847, Ségalas publicou uma coletânea de poemas didáticos sobre os diversos estados físicos e psicológicos da mulher, La Femme] (A Mulher). No ano seguinte, em 1848, tornou-se membro da sociedade A Voz das Mulheres] em Paris, bem como de outras organizações feministas parisienses.
Anaïs Ségalas começou a escrever peças teatrais em 1840. Sete anos depois, em 1847, sua peça de estreia, La Loge de l'Opéra (O Camarim da Ópera), um drama composto por três atos, foi performado no  Teatro Odeon]. Nos anos seguintes, suas peças Le Trembleur (O Tremor), Les Deux Amoureux de la grand'mère (Os Dois Amores da Avó) e Les Absents ont raison (Os Ausentes Têm Razão) foram apresentadas em teatros parisienses.
Em 1861, Ségalas publicou a coletânea de poesia Idéal et Réalités (Ideal e Realidades).
Aos 81 anos de idade, Ségalas escreveu sua última peça: Deux passions (Duas Paixões), uma comédia composta por um ato e que alcançou sucesso mundial.
Anaïs Ségalas morreu em Paris, no dia 31 de agosto de 1893, aos 82 anos de idade. Em 1917, a Academia Francesa] criou o Prêmio Anaïs Ségalas de Literatura e Filosofia], que premia o trabalho de mulheres notórias. A última cerimônia de premiação foi realizada em 1989.

## Trabalhos
- Les Algériennes (As Algerianas), poesias, 1831
- Les Oiseaux de passage (Os Patos de Passagem), poesias, 1837
- Enfantines, poésies à ma fille (Crianças, poesias para minha filha) , 1844
- Poésies (Poesias), 1844
- La Femme (A Mulher), poesias, 1847
- Contes du nouveau Palais de Cristal (Contos do Novo Palácio de Cristal), 1855
- Nos bons Parisiens (Nós Bons Parisienses), poesias, 1864
- La Semaine de la marquise (A Semana da Marquesa), 1865
- Les Mystères de la maison (Os Mistérios da Casa), 1865
- La Dette du cœur (A Dívida do Coração), poesias, 1869
- La Vie de Feu (A Vida de Fogo), 1875
- Les Mariages dangereux (Os Casamentos Perigosos), 1878
- Les Rieurs de Paris (Os Piadistas de Paris), 1880
- Les Romans du wagon (Os Romanos do Vagão). Le Duel des femmes (O Duelo das Mulheres). Le Bois de la Soufrière (A Madeira da Sofredora). Un roman de famille (Um Romance de Família). Le Figurant (O Figurante), 1884
- Le Livre des vacances (O Livro de Férias). L'Oncle d'Amérique et le neveu de France (O Tio da América e o Sobrinho da França). Zozo, Polyte e Marmichet. Une rencontre sur la neige (Um Reencontro na Neve), 1885
- Récits des Antilles (Histórias das Antilhas). Le Bois de la Soufrière (A Madeira da Sofredora), 1885
- Les Deux Fils (Os Dois Filhos), 1886
- Poésies pour tous (Poesias Para Todos), 1886
- Le Compagnon invisible (O Companheiro Invisível), 1888

## Peças de teatro
- La Loge de l'Opér (O Camarim da Ópera), 1847
- Le Trembleur (O Tremor), 1849
- Les Deux Amoureux de la grand'mère (Os Dois Amores da Avó), 1850
- Les Absents ont raison (Os Ausentes Têm Razão), 1852
- Les Inconvénients de la sympathie (Os Inconvenientes da Simpatia), 1854
- Deux passions (Duas paixões), 1893